# Pensionnaire de Saraceni

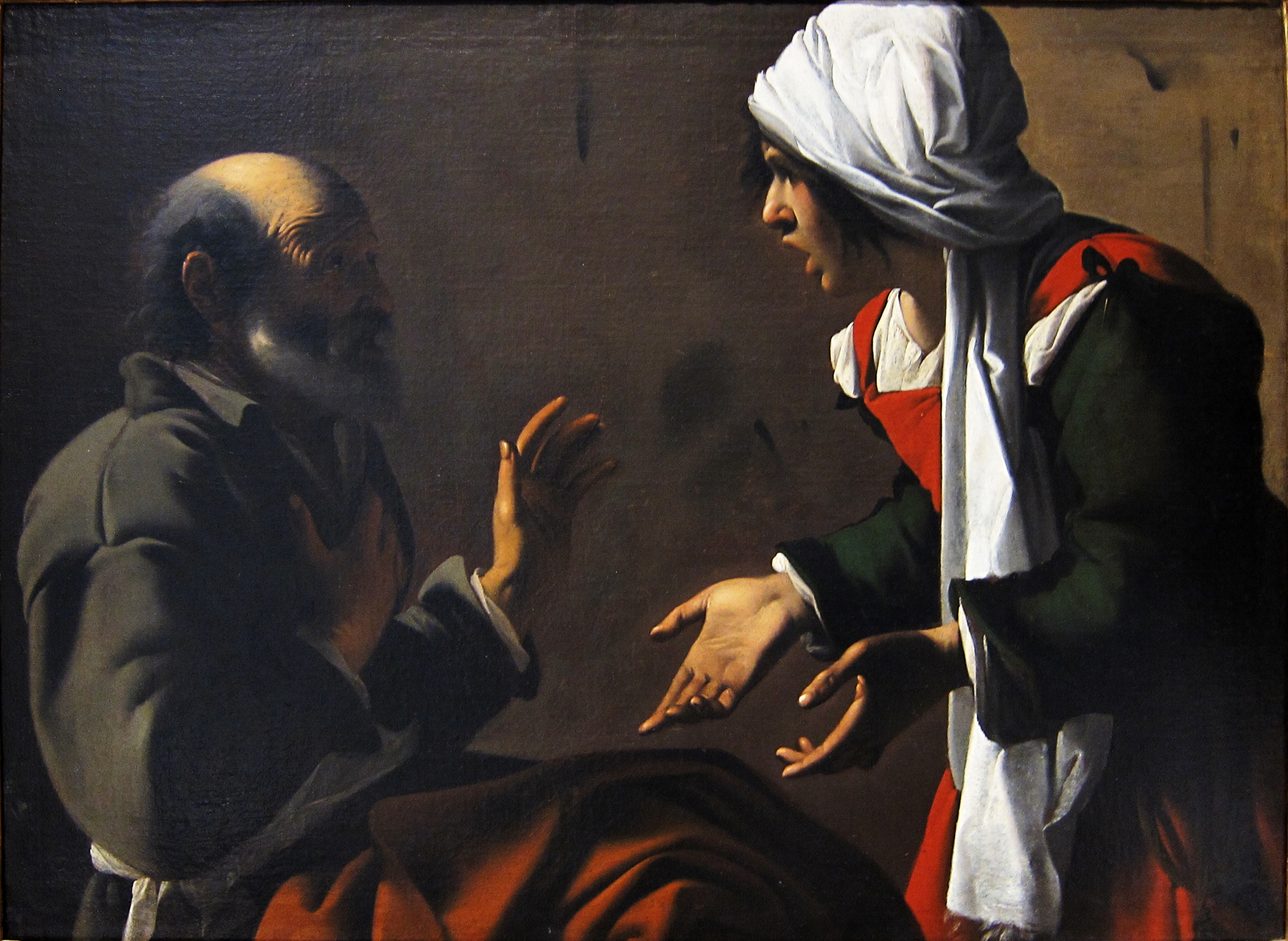
Le Reniement de saint Pierre, vers 1610, huile sur toile,, Musée de la Chartreuse de Douai.

Pensionnaire de Saraceni (Pensionante del Saraceni) est le nom de convention d'un peintre caravagesque anonyme actif à Rome dans les années 1610 et 1620.

## Définition et datation ducorpus
Le nom de convention de ce peintre et la base de son corpus d’œuvres ont été publiés en 1943 par Roberto Longhi. Étudiant quatre tableaux du début du XVIIe siècle présentant des affinités stylistiques avec l'école française mais surtout avec la production de Carlo Saraceni, peintre vénitien présent à Rome jusqu'en 1619, Longhi a émis l'hypothèse que ces quatre œuvres pourraient être dues à un collaborateur de ce dernier, dont l'atelier était effectivement fréquenté par des Français(Guy François) et des Lorrains (Jean Le Clerc). Selon Longhi, les œuvres attribuées au « pensionnaire » sont « en rapport avec le Saraceni de la période de la maturité et supérieur[es] à lui du point de vue pictural ».
Par la suite, une dizaine d'autres toiles ont pu être rattachées, selon des critères stylistiques, à l'œuvre du « pensionnaire de Saraceni ».
Deux des tableaux de ce corpus (Le Vendeur de fruits du Detroit Institute of Arts et le Saint Étienne pleuré par Nicodème et Gamaliel du Musée des beaux-arts de Boston) sont répertoriés dans l'inventaire de la collection de Giacomo Sannesio, créé cardinal en 1604 et mort à Rome en 1621.
En marge de l'exposition consacrée à Saraceni en 2013, certains spécialistes se sont demandé s'il ne fallait pas attribuer à deux peintres différents le corpus établi par Longhi et les natures mortes qui y ont été rajoutées par d'autres historiens de l'art

## Style
Émule du Caravage, le « pensionnaire de Saraceni » se distingue toutefois de ce dernier par une lumière plus douce qui adoucit les contours, module l'ombre et l'anime de reflets, et par des couleurs veloutées, précieuses, voire audacieuses.
Certains des tableaux qui lui sont attribués sont proches du style du peintre lorrain Georges de La Tour.

## Hypothèses d'identification et travaux récents
Plusieurs hypothèses d'identification ont été explorées par les historiens de l'art. Si l'appartenance de l'artiste à l'école française fait plus ou moins consensus depuis les travaux de Longhi, certains auteurs ont également proposé de l'identifier à un peintre originaire des Pays-Bas, par exemple Frans Walschartz, un élève liégeois de Saraceni, ou le Brugeois Jacob van Oost le Vieux, présent à Rome au début des années 1620.
Dans un ouvrage paru en 2022, Jean Penent a proposé d'identifier le « pensionnaire de Saraceni » au peintre ponot Jean François (1580-vers 1650), attesté à Rome dans les années 1620 et frère de Guy François. Il a également proposé de lui rattacher le corpus du « Maître du Jugement de Salomon » (artiste identifié au jeune Jusepe Ribera par Gianni Papi en 2002). Cette dernière hypothèse, écartée par John Gash, a également été mise en doute par Didier Rykner dans La Tribune de l'art.
Selon Chiara Marin, spécialiste de Saraceni, le « pensionnaire » pourrait être l'espagnol Juan Bautista Maíno, présent à Rome dans la première décennie du XVIIe siècle.
Le Reniement de saint Pierre, peint vers 1610 par le « pensionnaire de Saraceni » et conservé au musée de la Chartreuse de Douai, a inspiré un essai à l'écrivaine belge Colette Nys-Mazure.

## Œuvres
- Le Reniement de saint Pierre, h/t (huile sur toile), 100 × 129 cm, Rome, Pinacothèque vaticane.
- Le Reniement de saint Pierre, h/t, 98 × 128 cm, Douai, Musée de la Chartreuse de Douai.
- Le Vendeur de fruits et la servante, h/t, 130,2 × 97,8 cm, Detroit Institute of Arts.
- Le Vendeur de volailles, h/t, 95 × 71 cm, Madrid, Musée du Prado.
- Le Cuisinier, Florence, galerie Corsini.
- Le Christ parmi les docteurs, h/t, 85 × 10. cm, Rome, Pinacothèque capitoline.
- Nature morte à la pastèque (ou Nature morte avec fruits et carafe), h/t, 51 × 72 cm, Washington, National Gallery of Art.
- Saint Jérôme, h/t, 64 × 50 cm, Paris, galerie Canesso.
- Saint Étienne pleuré par Nicodème et Gamaliel, h/t, 113,1 × 155,3 cm, Boston, Musée des beaux-arts.
- Saint Jérôme pénitent dans son cabinet d’étude, h/t, 171,4 × 122,4 cm, Ottawa, Musée des beaux-arts du Canada.
- Melon, pastèque et fruits sur un entablement, h/t, 56 × 72 cm, Paris, collection particulière (mis en vente par Artcurial le 22 mars 2023).

Quelques œuvres attribuées au Pensionnaire de Saraceni
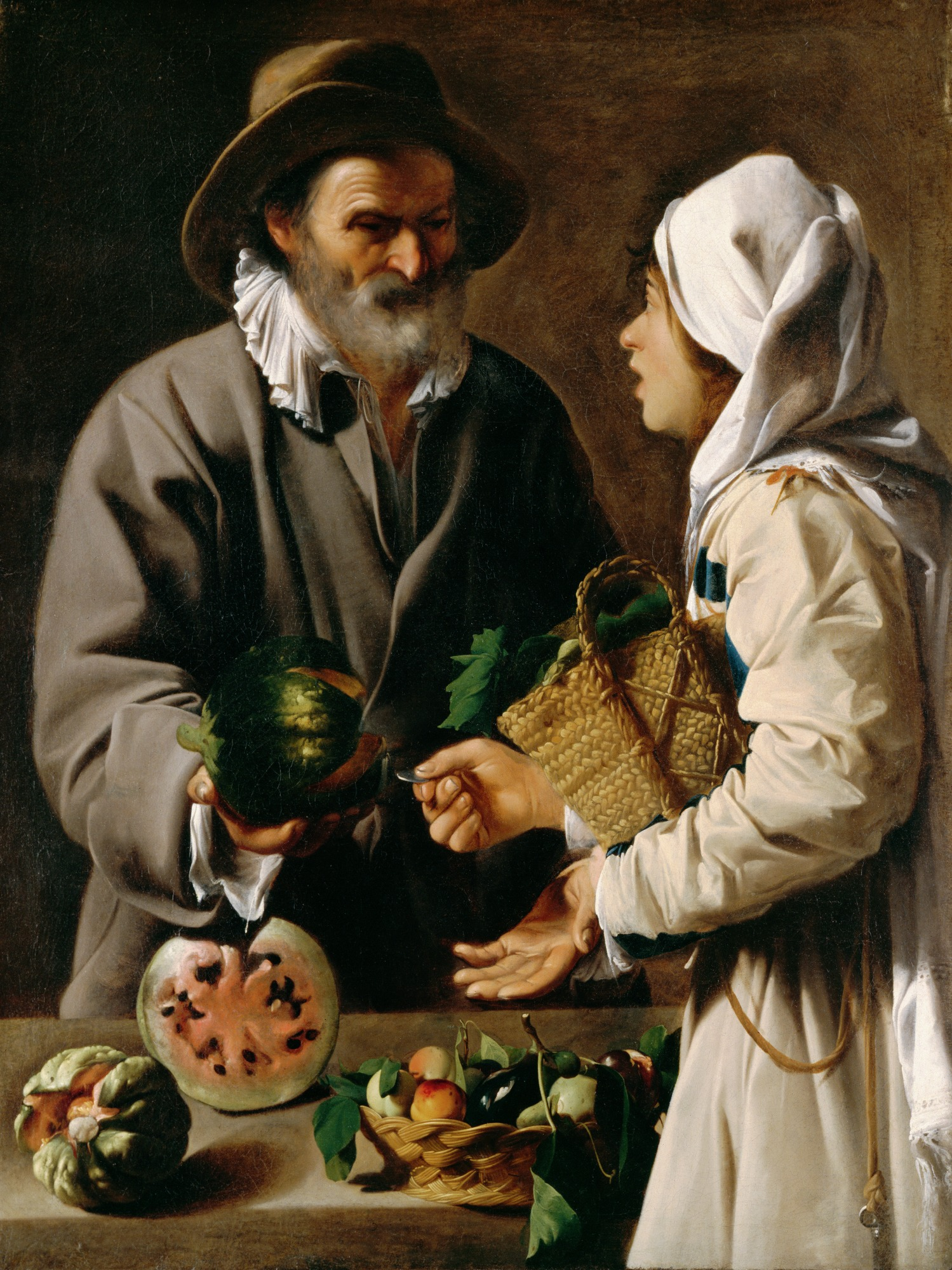
Le Vendeur de fruits et la servante, h/t (huile sur toile), 130,2 × 97,8 cm, Detroit Institute of Arts.
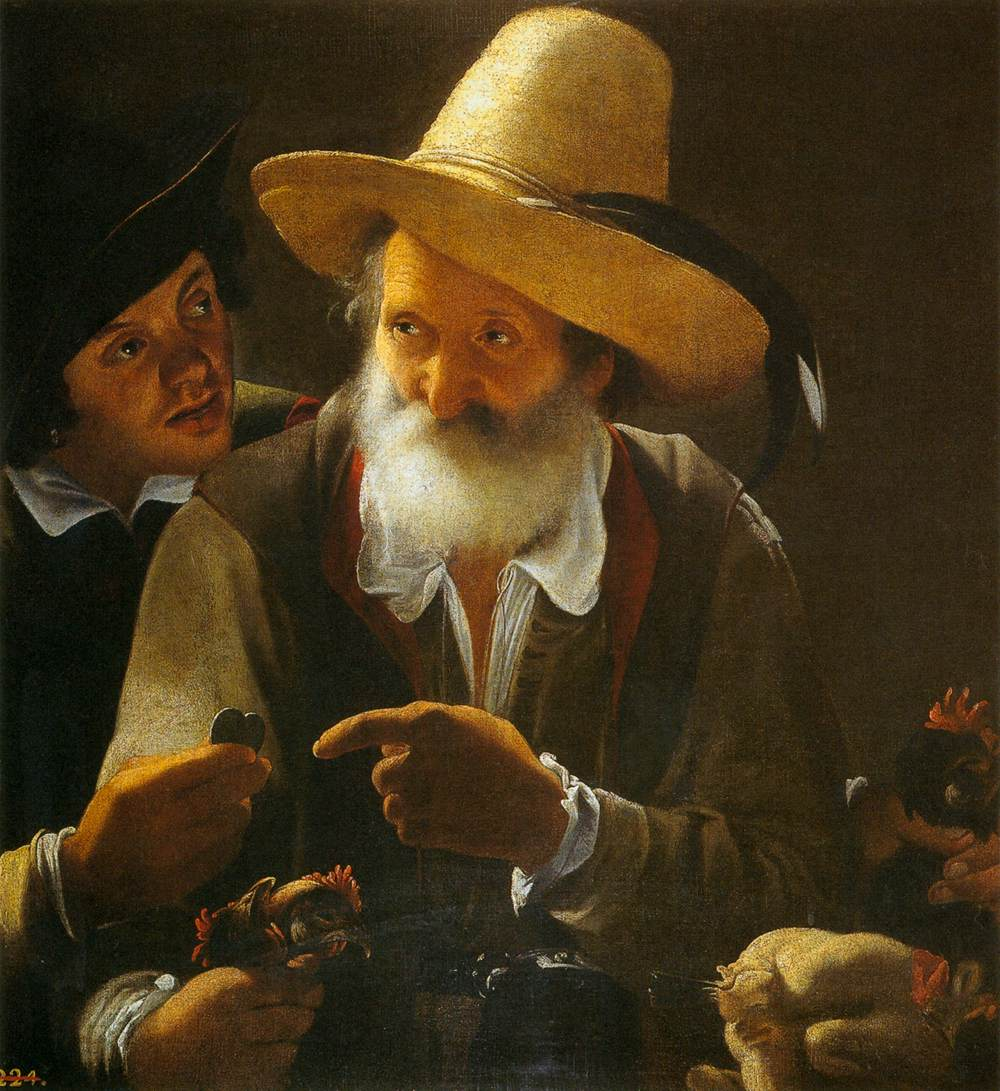
Le Vendeur de volailles, h/t, 95 × 71 cm, Madrid, Musée du Prado.
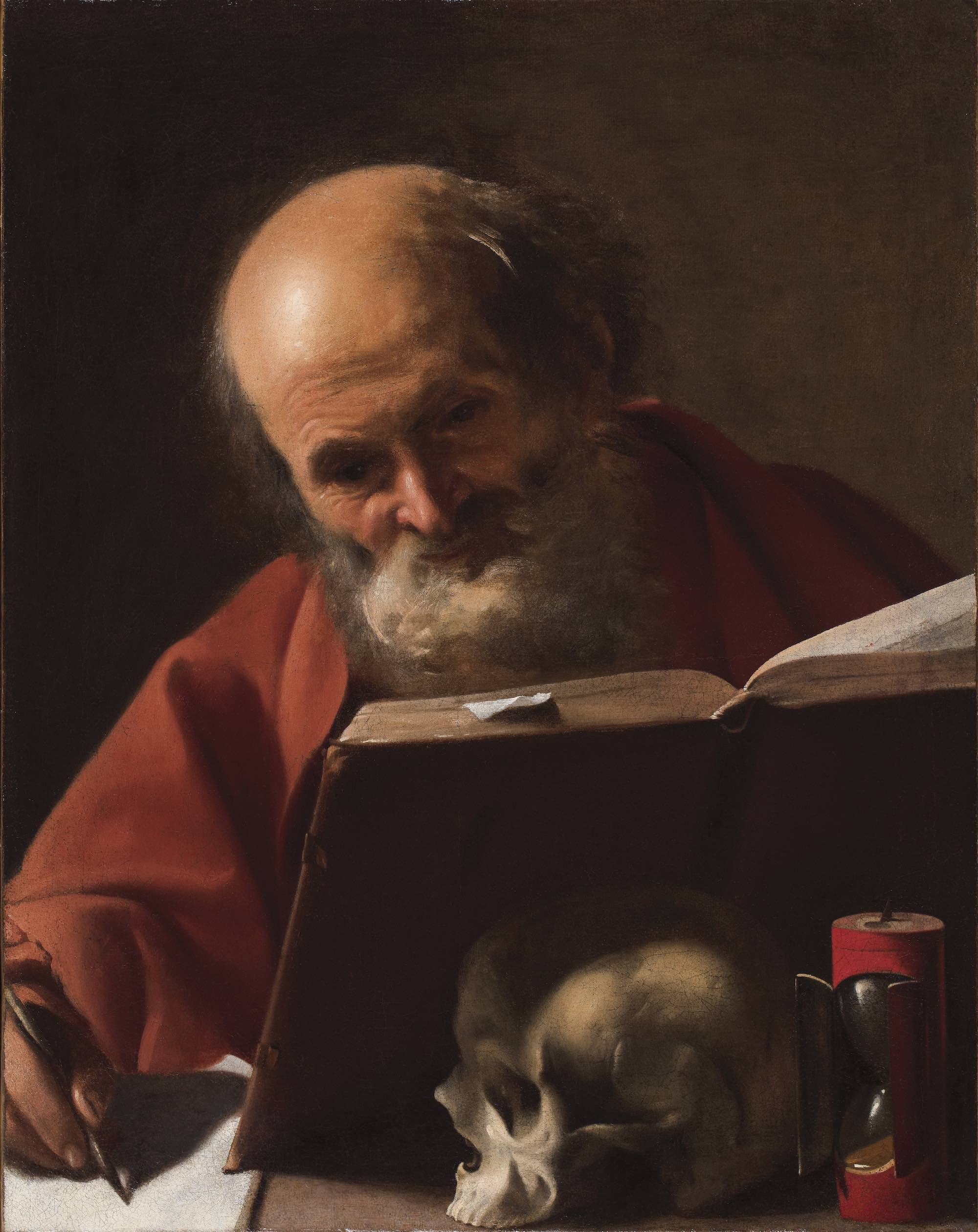
Saint Jérôme, h/t, 64 × 50 cm, Paris, galerie Canesso.
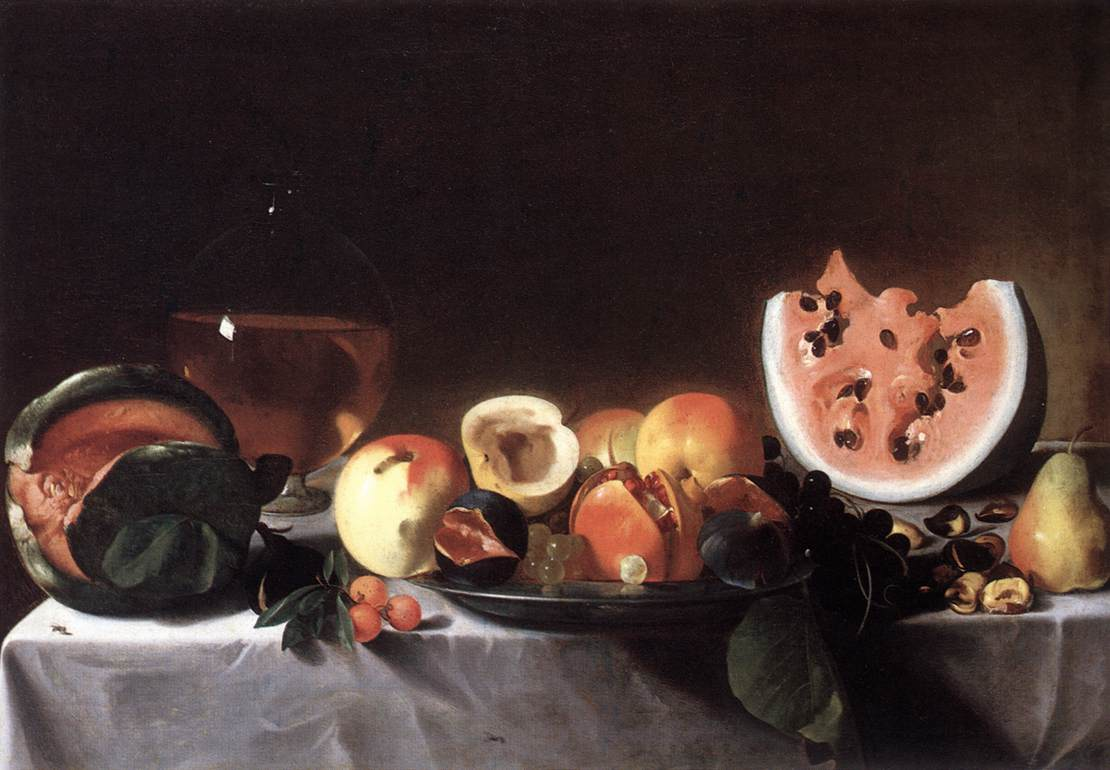
Nature morte à la pastèque, h/t, 51 × 72 cm, Washington, National Gallery of Art.
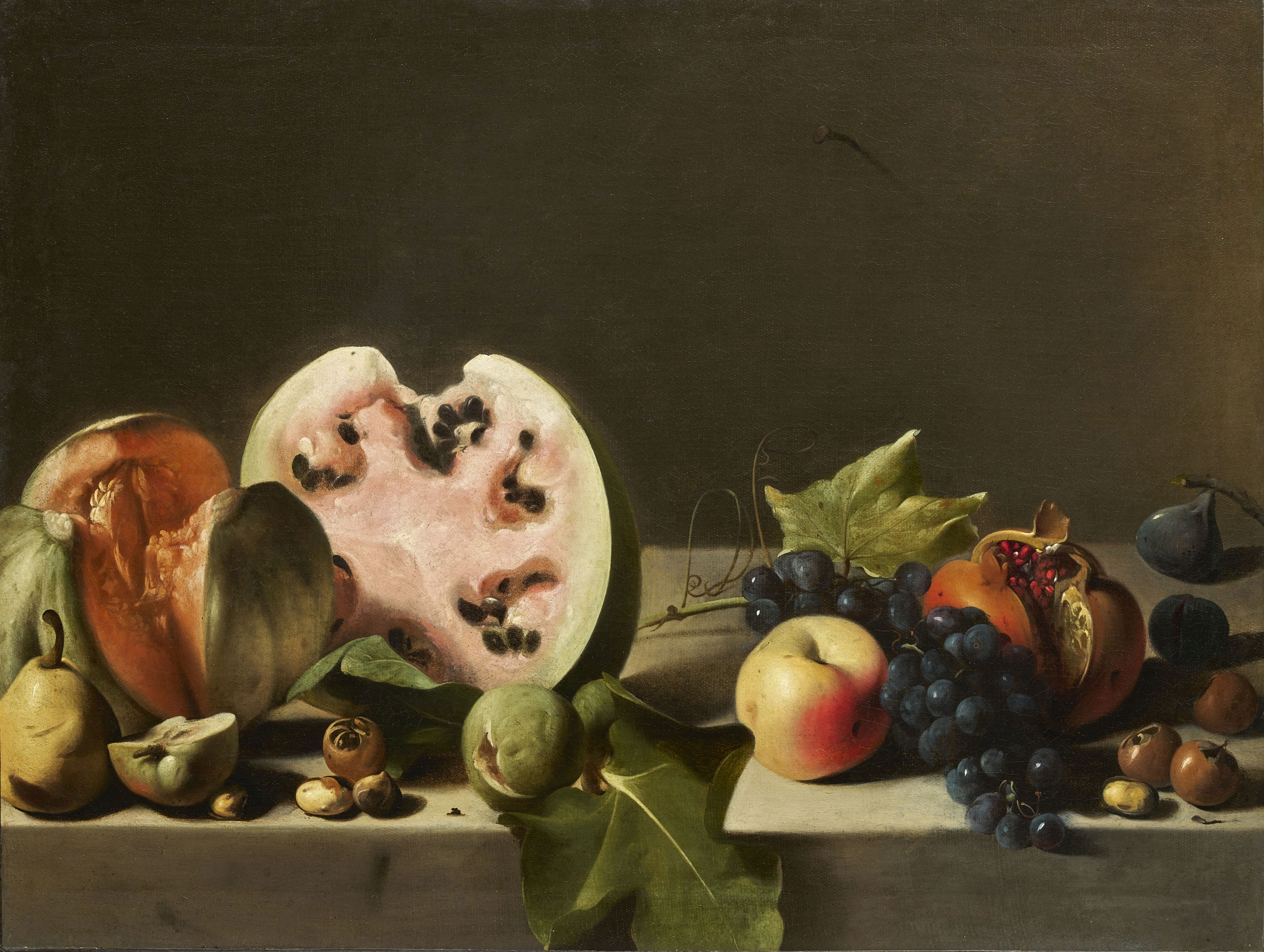
Melon, pastèque et fruits sur un entablement,  h/t, 56 × 72 cm, Paris, collection particulière.